# Phetchaburi (provincie)
Phetchaburi is een Thaise provincie in het centrale gedeelte van Thailand. In december 2002 had de provincie 461.339 inwoners, het is daarmee de 57e provincie qua bevolking in Thailand. De oppervlakte bedraagt 6225,1 km², daarmee is Phetchaburi de 36e provincie qua omvang in Thailand. De provincie ligt op ongeveer 123 kilometer van Bangkok. Phetchaburi grenst aan Ratchaburi, Samut Songkhram, Prachuap Khiri Khan en Myanmar en heeft een kustlijn van ongeveer 90,6 km.

## Provinciale symbolen
|  | Het provinciale zegel van Phetchaburi toont het paleis Khao Wang met op de voorgrond rijstvelden en twee palmbomen, de belangrijkste landbouwgewassen van deze provincie. De provinciale boom is Eugenia cumini. |

## Klimaat
De gemiddelde jaartemperatuur is 30 graden. De temperatuur schommelt tussen 17 graden en 37 graden. Gemiddeld valt er 1138 mm regen per jaar.

## Bevolking
Volgens de volkstelling van 2000 wonen er 435.377 mensen in de provincie. De gemiddelde leeftijd van de bevolking is 30 jaar.

### Religie
De bevolking bestaat voornamelijk uit boeddhisten (97,1%). De moslims vormen een kleine minderheid van de bevolking (2,5%).

## Politiek

### Bestuurlijke indeling
De provincie is onderverdeeld in 8 districten (Amphoe), die weer onderverdeeld zijn in 93 gemeenten (tambon) en 681 dorpen (moobaan).
| Amphoe 1. Amphoe Mueang Phetchaburi 2. Amphoe Khao Yoi 3. Amphoe Nong Ya Plong 4. Amphoe Cha-am 5. Amphoe Tha Yang 6. Amphoe Ban Lat 7. Amphoe Ban Laem 8. Amphoe Kaeng Krachan |